# Districte de Gadabay
Gadabay (àzeri: Gədəbəy rayonu), és un districte de l'Azerbaidjan amb el centre administratiu a la ciutat de Gadabay.